# Ward Glacier (glaciär i Antarktis, lat -78,17, long 163,45)
Ward Glacier är en glaciär i Antarktis. Den ligger i Östantarktis. Nya Zeeland gör anspråk på området. Ward Glacier ligger 792 meter över havet.
Terrängen runt Ward Glacier är huvudsakligen kuperad, men västerut är den bergig. Trakten är obefolkad. Det finns inga samhällen i närheten. 